# Kim Kyung-Ok
Kim Kyung-Ok –en hangul, 김경옥– (Pohang, 25 de març de 1983) és una esportista sud-coreana que va competir en judo, guanyadora de cinc medalles en el Campionat Asiàtic de Judo entre els anys 2000 i 2011.

## Palmarès internacional
| Campionat Asiàtic | Campionat Asiàtic               | Campionat Asiàtic | Campionat Asiàtic |
| Any               | Lloc                            | Medalla           | Categoria         |
| ----------------- | ------------------------------- | ----------------- | ----------------- |
| 2000              | Osaka ( Japó)                   | 3                 | –52 kg            |
| 2003              | Jeju ( Corea del Sud)           | 1                 | –52 kg            |
| 2005              | Taskent ( Uzbekistan)           | 2                 | –52 kg            |
| 2007              | Kuwait ( Kuwait)                | 3                 | –52 kg            |
| 2011              | Abu Dabi ( Emirats Àrabs Units) | 3                 | –52 kg            |